# 伯恩歷史博物館

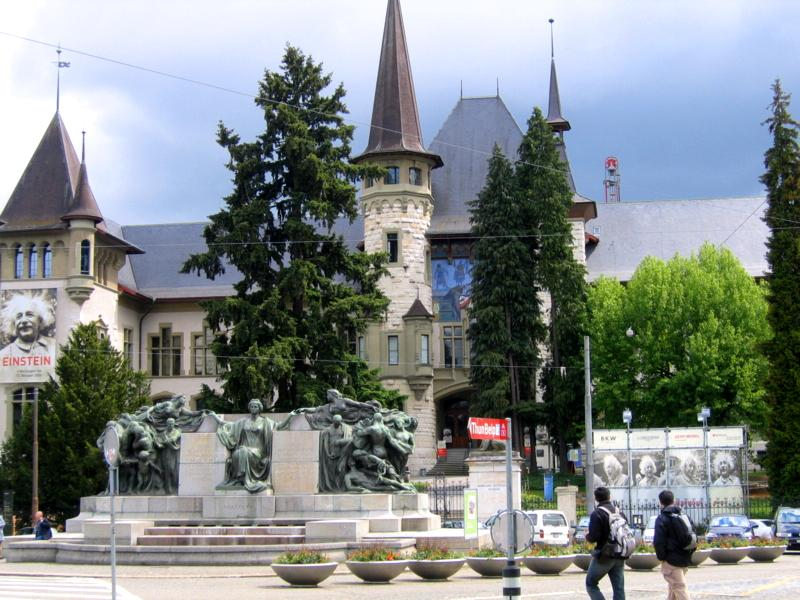

伯恩歷史博物館（德語：Bernisches Historisches Museum, Musée d’Histoire de Berne）是位於瑞士首都伯恩的一座博物館。伯恩歷史博物館是瑞士第二大的歷史博物館，建築本身也是瑞士重要文化遺產。

## 外部連結
- Historical Museum of Bern（页面存档备份，存于）
- The Einstein house（页面存档备份，存于）

46°56′35″N 7°26′57″E / 46.94306°N 7.44917°E